# Hanwha
El Grupo Hanwha se trata de  la séptima mayor empresa de Corea del Sur (en función de los activos totales a finales de 2021) y que ocupó el puesto 306 en la lista Fortune Global 500 en 2022, es un gran conglomerado empresarial de Corea del Sur. Fundado en 1952 como Korea Explosives Co. Ltd. , el grupo se ha convertido en un gran conglomerado empresarial multiperfil, con participaciones diversificadas que abarcan desde los explosivos, su negocio original, hasta la energía, los materiales, la industria aeroespacial, la mecatrónica, las finanzas, el comercio minorista y los servicios relacionados con el estilo de vida. En 1992, la empresa adoptó su abreviatura como nuevo nombre: "Hanwha".

## Historia
1952-1963
Kim Chong-hee fundó Korea Explosives Co. en octubre de 1952. Antes de fundar la empresa, Kim trabajó como ingeniero de pólvora para la "Chosun Explosives Factory", una empresa japonesa. Más tarde, ganó el concurso de la empresa y su fábrica de Incheon y fundó allí la compañía. Entre 1952 y 1963, Korea Explosives Co. produjo explosivos industriales en el país para satisfacer las necesidades de construcción e ingeniería de infraestructuras. En el mismo periodo, Korea Explosives Co. empezó a producir nitroglicerina, lo que le dio el monopolio en el campo de los explosivos y la pólvora. En 1959, el grupo Hanwha empezó a producir dinamita nacional

1964-1980
Entre 1964 y 1980, el grupo Hanwha comenzó a realizar inversiones en diversos campos, iniciando los cimientos para convertirse en un grupo empresarial diversificado. Más tarde, a mediados de los 60, se fundó Korea Hwasung industrial Co. (ahora Hanwha Solutions), que entró en el mercado petroquímico. Hanwha aumentó su competitividad en el mercado de la maquinaria adquiriendo Shinhan Bearing Industrial. Hanwha fundó Kyung-in Energy en 1969, y Hankook Precision Tools (ahora Hanwha Corporation/Momentum) a su vez, fundándose en 1971.

1981-1995
De 1981 a 1995, Kim Seung-youn se convirtió en el segundo presidente de la empresa, y se iniciaron más inversiones en diversos mercados. Se expandió aún más en la industria química adquiriendo Hanyang Chemicals (ahora también Hanwha Solutions) y Dow Chemicals Korea en 1982, además también se expandió en la industria de los complejos turísticos adquiriendo el grupo Junga (ahora Hanwha Hotels & Resorts) en 1985, y en la industria del ocio y la venta al por menor adquiriendo Hanyang Stores (ahora Hanwha Galleria) en 1986. En la década de 1990, el Grupo Hanwha fundó Hanwha BASF Urethane, Hanwha NSK Precision, Hanwha GKN, Hanwha Machinery Hub Eye Bearings, SKF Hanwha Auto Parts y Hanwha Motors. En 1992, Korea Explosives Co. cambió su nombre por el de Hanwha.

1996-2006
En 1998, Kyunghyang Shinmun y Binggrae se separaron del Grupo Hanwha y se independizaron. En 2002, Hanwha se expandió en el sector de los seguros de vida al adquirir Korea Life Insurance (ahora Hanwha Life), la segunda mayor aseguradora de vida de Corea del Sur, con unos activos de 112.000 millones USD en 2021.

2007-Presente
Desde 2007 hasta la actualidad, Hanwha está experimentando una expansión global. Hanwha adquirió Azdel en 2007 y creó una planta de PVC en Ningbo (Zhejiang, China). Solarfun Power Holdings y Q.CELLS fueron adquiridas en 2010 y 2012, respectivamente, allanando el camino para que Hanwha se uniera a las filas de los principales productores de células solares del mundo 2011. En 2014, Hanwha adquirió 4 empresas de Samsung: Samsung Techwin (ahora Hanwha Techwin y Hanwha Aerospace), Samsung Thales (ahora Hanwha System), Samsung General Chemicals (ahora Hanwha Impact) y Samsung Total Petrochemical (ahora Hanwha TotalEnergies Petrochemical). Desde 2019, Hanwha opera la mayor planta de módulos solares (1,7 GW) de Estados Unidos; está situada en Dalton, Georgia. En 2021, Hanwha lanzó el Space Hub para encabezar su iniciativa de negocios espaciales, y estableció conjuntamente el "Centro de Investigación Espacial" con KAIST. A partir de 2021, Hanwha tiene un total de 93 filiales nacionales y 616 redes globales (filiales, sucursales, oficinas).

Business Areas
Energy & Materials
- Energía solar
- Hydrogen
- Wind Energy
- Materials

Aerospace & Mechatronics
- Aerospace
- Aircraft Engine
- Urban air mobility (UAM)
- Security Solutions
- Automation Engineering Solution

Financial Services
Retail, Leisure & Lifestyle services
Affiliates

Aerospace & Mechtronics
Hanwha Corporation 
Hanwha Aerospace
Hanwha Systems
Hanwha Techwin
Hanwha Precision Machinery

Energy & Materials
Hanwha Solutions
Hanwha Energy
Hanwha Impact
Hanwha Power Systems
Hanwha Total Energies Petrochemical
Yeochun NCC

Finance
Hanwha Life
Hanwha General Insurance
Hanwah Asset Managemente
Hanwah Investment & Securities
Hanwah Saving Bank
Hanwha Life Financial Services
Carrot General Insurance

Retail & Services
Hanwha Hotels & Resorts
Hanwha Galleria
Hanwha Connect